# Turirejo (Kedamean)
Turirejo is een bestuurslaag in het regentschap Gresik van de provincie Oost-Java, Indonesië. Turirejo telt 3826 inwoners (volkstelling 2010).